# Giulio Sironi
Giulio Sironi (fl. XX secolo) è stato un calciatore italiano, di ruolo portiere.

## Carriera
Nato a Monza, non ha niente a che fare con l'omonimo portiere del Como di lui più anziano, anche perché non poteva giocare in due squadre diverse allo stesso momento.
Gioca tre campionati con la Pro Victoria, quindi difende per sei anni la porta del Monza, disputando 83 partite in Prima Divisione.